# 아카유정
아카유정(赤湯町) 야마가타현 히가시오키타마군에 있던 정이다. 현재의 난요시 남동부에 해당한다.

## 역사
- 1889년 4월 1일 - 정촌제 시행에 의해 6촌, 1촌은 일부의 구역을 가지고 아카유촌이 성립하였다.
- 1895년 12월 12일 - 정으로 승격하였다.
- 1955년 6월 10일 - 나카가와촌과 합병해 새로운 아카유정이 성립하였다.
- 1957년 
  - 1월 1일 - 오아자 나카야마가 가미노야마시에 편입하였다.
  - 4월 1일 - 다카하타정 오하시 지구와 이시오카 지구의 일부를 편입하였다.
- 1967년 4월 1일 - 미야우치정, 와고촌과 합병해 난요시가 성립. 동일 아카유정이 폐지되었다.

## 교통

### 철도
- 일본국유철도 오우 본선

### 도로
- 1급국도
  - 국도 13호선
  - 국도 113호선
- 그외
  - 시치카슈쿠 가도 (현 국도 제113호선)

## 참고문헌
- 角川日本地名大辞典 6 山形県